# A Guerra dos Vizinhos
A Guerra dos Vizinhos é um filme brasileiro de 2010, de comédia, dirigido por Rubens Xavier, e escrito por Reinaldo Volpato. O filme é estrelado por Eva Wilma, Karin Rodrigues, Ângela Dip e Vera Mancini.

## Sinopse
Na comédia, rodada em São Paulo, três idosas, Adélia (Eva Wilma), Dircinha (Vera Mancini) e Beatriz (Karin Rodrigues), as irmãs Coleratti, depois de tanto incomodarem seus vizinhos com calúnias e ofensas, são denunciadas a justiça.

## Elenco
- Eva Wilma como Adélia Coleratti[1]
- Karin Rodrigues como Beatriz Coleratti[1]
- Vera Mancini como Dircinha Coleratti[1]
- Ângela Dip como Marysa[1]
- Gero Pestalozzi como Picasso[1]
- Tony Correia como Nenê[1]
- Fabíula Nascimento como Alice[1]
- Vic Militello como Dona Lurdes[1]
- Arlete Montenegro como Advogada
- Natan Vargas como Filho
- Elder Fraga como Homem do gás
- Wandi Doratiotto